# Megaphrynium macrostachyum
Espèce
Synonymes
- Phrynium adenocarpum (K.Schum.) Baker[2]
- Phrynium benthamii Baker[2]
- Phrynium macrophyllum (K.Schum.) Baker[2]
- Phrynium oxycarpum (K.Schum.) Baker[2]
- Phyllodes adenocarpa K.Schum.[2]
- Phyllodes macrophylla K.Schum.[2]
- Phyllodes oxycarpa K.Schum.[2]
- Sarcophrynium adenocarpum (K.Schum.) K.Schum.[2]
- Sarcophrynium macrophyllum (K.Schum.) Hutch.[2]
- Sarcophrynium oxycarpum (K.Schum.) K.Schum.[2]
- Sarcophrynium spicatum K.Schum.[2]

Magaphyrinum macrostchym est une espèce de plantes de la famille des marantaceae, du genre Megaphrynium. Elle est appelée ngungu ou mikungu.
Elle est originaire du bassin du Congo. Elle y est notamment utiliser pour confectionner le bâton de manioc, la feuille donnant un parfum particulier et permettant la cuisson à l'étouffée.

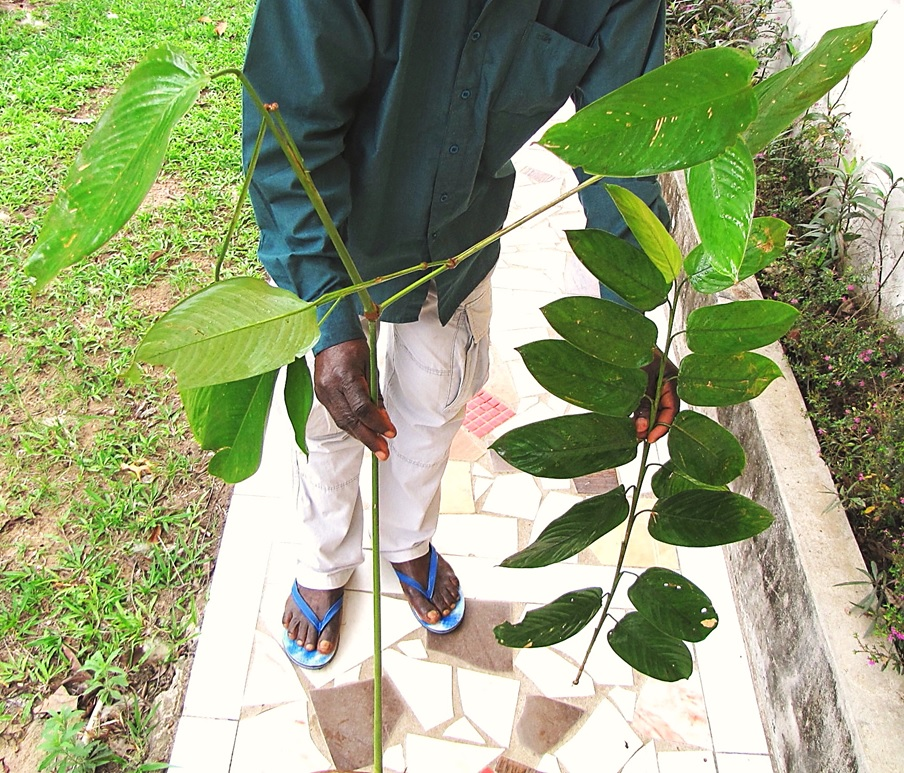
Vue d'ensemble de la plante.